# Trachodon
Trachodon (que significa "dent aspra") és un gènere dubious de dinosaures hadrosàurids basats en la dentició de l'edat Campaniana del Cretaci superior de la Judith River Formation de Montana, Estats Units. Històricament és un gènere important però abandonat en la moderna paleontologia.
El material que componia aquest gènere eren els Hadrosàurids i els ceratòpsids), i el seu descriptor va ser Joseph Leidy (1856). Podria ser un Lambeosaurinae.

## Taxonomia
Nombroses espècies s'han referit a aquest gènere.
Espècie tipus:
T. mirabilis Leidy, 1856
Altres espècies:
- T. amurense Riabinin, 1925[5](basat en la col·lecció IVP AS collection, del Cretaci superior del riu Amur a Heilongjiang Xina, esmenat com T. amurensis i actualment l'espècie tipus dels Mandschurosaurus)[6]
- T. cantabrigiensis (nomen dubium) Lydekker, 1888[7] (basat en BMNH R.496, dents del CreatciAlbà Cambridge Greensand, Cambridgeshire, Anglaterra, considerat un dels primers hadrosàurids)
- T. longiceps (nomen dubium) Marsh, 1897[8] (basat en YPM 616, Maastrichtià, Cretaci de Wyoming, després assignat a Anatotitan)
- T. marginatus (nomen dubium) Lambe, 1902[9] (basat en NMC 419, més tard va fer l'espècie tipus del gènere Stephanosaurus marginatus[10] and then referred to Kritosaurus as Kritosaurus marginatus,[11] la qual no està suportada per posteriors revisions.)
- T. (Pteropelyx) selwyni (nomen dubium) Lambe, 1902[9] (basat en NMC 290, del Dinosaur Park Formation of Alberta;)

## Paleobiologia
Com a hadrosàurid, Trachodon podria haver estat un gran herbívor bípede o quadrúped.